# Lutherova společnost
Lutherova společnost je český spolek. Zabývá se odkazem německého reformátora Martina Luthera. Byla založena v roce 2004. Vedle nakladatelské činnosti pořádá přednášky, konference a další akce. Přednášky jsou realizovány ve spolupráci s výzkumnou skupinou Collegium Europaeum (Filozofická fakulta Univerzity Karlovy a Filosofický ústav Akademie věd ČR).